# Arthonia coronata
Arthonia coronata är en lavart som beskrevs av Javier Etayo. Arthonia coronata ingår i släktet Arthonia, och familjen Arthoniaceae. Arten är reproducerande i Sverige.